# Black Rock (poule)
Pour les articles homonymes, voir Black Rock.
La Black Rock est une variété de poule domestique métis "hybride F1" Américaine. On l'appelle aussi Rhode Rock ou Black Star.
Elle ressemble à la poule Harco.

## Description
La Black Rock est une poule sociable reconnue pour sa ponte importante. Elle est facile à élever en enclos restreint.
Elle commence à pondre à l'âge de 21 semaines et pond 280 œufs à 300 œufs par an la première année. C'est une poule très robuste. Très rustique, elle est peu sensible au pou rouge.

### Sexage
La Black Rock est une variété dite "Black Sex Link" ou "Rock Red", ce qui signifie qu'on peut sexer les poussins à la naissance. Les deux sexes éclosent de couleur noire mais les mâles ont un point blanc sur la tête alors que les poules ont du rouge dans les plumes du cou.

### Origine
Créée aux États-Unis par le "Arbor Acres breeders of America", cette race est issue du croisement de Rhode-Island (mâle) et de Plymouth Rock barrée (femelle).

### Caractéristiques
- Crête : simple
- Oreillons : rouges
- Variétés de plumage : camail roux/cuivré et plumage noir à reflets verts.
- Masse: Poule :  2 à 2,5 kg
- Œufs à couver : 45 g (au démarrage) à 65 g (à la fin), coquille rousse